# Roberto Gliga
Roberto Gliga (* 24. April 1993 in Bukarest) ist ein rumänischer Eishockeyspieler, der seit 2016 erneut beim ASC Corona 2010 Brașov in der Ersten Liga unter Vertrag steht. Sein Vater Marius war ebenfalls rumänischer Eishockeynationalspieler.

## Karriere

### Club
Roberto Gliga begann seine Karriere als Eishockeyspieler bei Steaua Bukarest in seiner Geburtsstadt, für den er bereits als Jugendlicher in der Rumänischen Eishockeyliga und in der Spielzeit 2008/09 auch in der multinationalen MOL Liga spielte. Als 17-Jähriger wechselte er nach Schweden, wo er für den Tingsryds AIF in verschiedenen Nachwuchsmannschaften bis hinauf in die J20 SuperElit, die höchste Juniorenklasse des skandinavischen Landes, auf dem Eis stand. Vereinzelt wurde er auch in der Herren-Mannschaft in der HockeyAllsvenskan eingesetzt. 2013 kehrte er nach Rumänien zurück und wechselte zum amtierenden Pokalsieger ASC Corona 2010 Brașov. Mit seinem neuen Klub wurde er auf Anhieb rumänischer Meister, in der MOL Liga belegte er mit Brașov den zweiten Platz, nachdem die Endspielserie gegen den HK Nové Zámky aus der Slowakei mit 2:4 verloren gegangen war. Anschließend zog es ihn nach Frankreich, wo er für den Hockey Club de Caen zunächst in der Ligue Magnus aktiv war, aber 2015 den Abstieg in die Division 1 hinnehmen musste, nachdem die Relegation gegen den Lyon Hockey Club glatt mit vier Niederlagen verloren ging. 2016 kehrte zum ASC Corona 2010 Brașov zurück, mit dem er 2017, 2019 und 2023 erneut rumänischer Meister wurde.

### International
Gliga war bereits im Juniorenbereich für Rumänien bei Weltmeisterschaften aktiv. Er spielte bei den U18-Weltmeisterschaften 2009, 2010 und 2011 sowie bei den U20-Weltmeisterschaften 2009, 2010, 2011, 2012 und 2013 jeweils in der Division II. Bei den U18-Titelkämpfen 2010 und 2011 wurde er jeweils als Topscorer zum besten Stürmer des Turniers und besten Spieler seiner Mannschaft gewählt. 2010 war er auch Torschützenkönig. Im U20-Bereich wurde er 2011 zum besten Spieler seiner Mannschaft sowie 2012 und 2013 zum besten Stürmer des Turniers gekürt. 2012 war er zudem gemeinsam mit seinem Landsmann Mátyás Bíró drittbester Scorer hinter den beiden Esten Robert Rooba und Artjom Gornostajev und gemeinsam mit Bíró und Zsombor Molnár zweitbester Vorbereiter nach Gornostajev. Er fungierte zudem jeweils in seinen letzten beiden Jahren der beiden Altersklassen als Mannschaftskapitän der Rumänen.
Sein Debüt in der Herren-Nationalmannschaft gab er bei der Weltmeisterschaft 2010 in der Division II, wo er auch im Folgejahr auf dem Eis stand. Nachdem beim Turnier 2011 der Aufstieg gelungen war, trat er 2012, 2013, 2018, 2019 und 2022 mit Rumänien in der Division I an. Nachdem die Rumänen 2014 ohne Gliga aus der Division I abgestiegen waren, gelang ihm 2015, als der er zum besten Spieler seiner Mannschaft gewählt wurde, mit seinen Mannen der direkte Wiederaufstieg. Auch bei der Weltmeisterschaft 2017 gelang die Rückkehr in die Division I, wozu Gliga als bester Vorbereiter und bester Spieler seiner Mannschaft erneut maßgeblich beitrug. Seit 2017 ist er Kapitän der rumänischen Nationalmannschaft.
Zudem spielte Gliga für Rumänien bei den Qualifikationsturnieren für die Olympischen Winterspiele in Sotschi 2014 und in Peking 2022.

## Erfolge und Auszeichnungen
- 2014 Rumänischer Meister mit dem ASC Corona 2010 Brașov
- 2017 Rumänischer Meister mit dem ASC Corona 2010 Brașov
- 2019 Rumänischer Meister mit dem ASC Corona 2010 Brașov
- 2023 Rumänischer Meister mit dem ASC Corona 2010 Brașov

### International
- 2010 Bester Stürmer, Torschützenkönig und Topscorer bei der U18-Weltmeisterschaft der Division II, Gruppe A
- 2011 Bester Stürmer und Topscorer bei der U18-Weltmeisterschaft der Division II, Gruppe A
- 2011 Aufstieg in die Division I bei der Weltmeisterschaft der Division II, Gruppe B
- 2012 Aufstieg in die Division II, Gruppe A bei der U20-Weltmeisterschaft der Division II, Gruppe B
- 2012 Bester Stürmer bei der U20-Weltmeisterschaft der Division II, Gruppe B
- 2013 Bester Stürmer bei der U20-Weltmeisterschaft der Division II, Gruppe A
- 2015 Aufstieg in die Division I, Gruppe B bei der Weltmeisterschaft der Division II, Gruppe A
- 2017 Aufstieg in die Division I, Gruppe B bei der Weltmeisterschaft der Division II, Gruppe A
- 2017 Bester Vorlagengeber der Weltmeisterschaft der Division II, Gruppe A
- 2019 Aufstieg in die Division I, Gruppe A bei der Weltmeisterschaft der Division I, Gruppe B

## Statistik
(Stand: Ende der Saison 2022/23)